# Blanka Henešová
Blanka Henešová, dívčím příjmením Hladká, (* 14. května 1965 Frýdlant) je česká atletka specializující se na běh přes překážky. V roce 1990 se stala držitelkou českého rekordu v této disciplíně na sto metrové distanci časem 13,35 sekundy.

## Život
V letech 1976 až 1989 startovala v barvách TJ Gottwaldov, následující rok (1990) závodila za Vítkovice a svou sportovní kariéru ukončila v roce 1991 zpátky ve zlínském klubu, jenž se tehdy jmenoval Alfa. V roce 1989 se stala mistryní České republiky v běhu na 50 metrů přes překážky v hale a na 100 metrů přes překážky pod širým nebem. Následující rok vítězství na 100 metrů přes překážky obhájila a v roce 1991 nenašla přemožitelku v běhu přes překážky na padesátimetrové distanci pod otevřeným nebem. V letech 1989 a 1990 navíc slavila vítězství v běhu na 100 metrů přes překážky na mistrovství Československa a na stejném šampionátu v roce 1990 a poté i 1991 rovněž uspěla v překážkovém běhu na trati 50 metrů. Na závodech v roce 1991 ovšem byla diskvalifikována za doping, což ji přimělo ukončit její sportovní kariéru.
Svou vlast reprezentovala v letech 1989 a 1990 na šesti mezinárodních akcích, přičemž jednou z nich byl závod Evropského poháru. Startovala rovněž na halovém mistrovství světa v atletice 1991, kde v běhu na 60 metrů překážek skončila v rozbězích.